# Donnerbecke
Die Donnerbecke ist ein Fließgewässer in Bochum. Ihre Quelle liegt in Bochum-Linden nahe der Lindener Straße. 

## Verlauf
Die Donnerbecke fließt zwischen dem evangelischen und dem städtischen Friedhof von Linden entlang der Straße Donnerbecke in südöstliche Richtung, bis sie sich in den Rauendahler Bach entleert. Das Oberflächenwasser des Bachs versiegt während trockener Monate.